# James Forgie
Pour les articles homonymes, voir Forgie.
James Moffat Forgie (31 octobre 1889-3 mai 1969) est un homme politique canadien de l'Ontario. Il est député fédéral libéral de la circonscription ontarienne de Renfrew-Nord de 1953 à 1965.

## Biographie
Né à Pembroke en Ontario, Forgie devient avocat après une formation au St. Andrews College et à l'Université Queen's de Kingston d'où il obtient un BA en 1911 et poursuit ensuite à la Osgoode Hall Law School. Il s'engage ensuite lors de la Première Guerre mondiale à titre de capitaine du 48th Highlanders of Canada et à titre de major du Corps blindé royal canadien pendant la Seconde Guerre mondiale.
Candidat défait dans Renfrew-Nord lors des élections provinciales de 1948, il obtient le siège sur la scène fédérale en 1953. Réélu en 1957, 1958, 1962 et en 1963. Il ne se représente pas en 1965.